# Edwin Uehara
Edwin Uehara (jap. 上原 エドウィン, Uehara Edwin; * 21. Juli 1969 in Lima) ist ein ehemaliger japanischer Fußballspieler.

## Karriere
Seinen ersten Vertrag unterschrieb er 1989 bei Deportivo AELU. 1989 wechselte er zu Sporting Cristal. 1990 kehrte er nach Deportivo AELU zurück. 1992 wechselte er zum japanischen Verein Urawa Reds. Der Verein spielte in der höchsten Liga des Landes, der J1 League. Im Mai 1994 erlangte Fitzgerald dann die japanische Staatsbürgerschaft. Für den Verein absolvierte er 23 Erstligaspiele. 1996 wechselte er zum Zweitligisten Tosu Futures. Für den Verein absolvierte er 21 Spiele. Ende 1996 beendete er seine Karriere als Fußballspieler.